# Towaoc
Towaoc é uma Região censo-designada localizada no estado americano de Colorado, no Condado de Montezuma.

## Demografia
Segundo o censo americano de 2000, a sua população era de 1097 habitantes.

## Geografia
De acordo com o United States Census Bureau tem uma área de
9,0 km², dos quais 9,0 km² cobertos por terra e 0,0 km² cobertos por água. Towaoc localiza-se a aproximadamente 1802 m acima do nível do mar.

## Localidades na vizinhança
O diagrama seguinte representa as localidades num raio de 48 km ao redor de Towaoc.